# Schroederella media
Schroederella media är en tvåvingeart som beskrevs av Papp 2007. Schroederella media ingår i släktet Schroederella och familjen myllflugor.
Artens utbredningsområde är Ungern. Inga underarter finns listade i Catalogue of Life.